# Districtul So Phisai
So Phisai (în thailandeză โซ่พิสัย) este un district (Amphoe) din provincia Bueng Kan, Thailanda, cu o populație de 69.450 de locuitori și o suprafață de 985,262 km².

## Componență
Districtul este subdivizat în 7 subdistricte (tambon), care sunt subdivizate în 89 de sate (muban).
| Nr. | Nume          | Sate     | În thailandeză | Locuitori |
| --- | ------------- | -------- | -------------- | --------- |
| 1.  | So            | โซ่       | 17             | 16,589    |
| 2.  | Nong Phan Tha | หนองพันทา | 11             | 08,659    |
| 3.  | Si Chomphu    | ศรีชมภู    | 15             | 12,165    |
| 4.  | Kham Kaeo     | คำแก้ว    | 13             | 09,576    |
| 5.  | Bua Tum       | บัวตูม     | 13             | 09,383    |
| 6.  | Tham Charoen  | ถ้ำเจริญ   | 11             | 07,757    |
| 7.  | Lao Thong     | เหล่าทอง  | 9              | 05,321    |